# Wrescherode
Wrescherode è una frazione (Stadtteil) della città di Bad Gandersheim, nel land della Bassa Sassonia, in Germania.

## Storia
Già comune autonomo nel circondario di Gandersheim, fu soppresso e incorporato a Bad Gandersheim il 1º marzo 1974.